# Мечеть Міхрімах-султан (Едірнекапи)
Мечеть Міхрімах-султан (тур. Mihrimah Sultan Camii) — османська мечеть у районі Фатіх у Стамбулі (квартал Едірнекапи). Споруджена близько 1570 року за ініціативи та названа на честь султани Міхрімах — доньки султана Сулеймана I Пишного та Роксолани. Проєкт мечеті був розроблений османським архітектором Сінаном. Навколо мечеті розташовані медресе, тюрбе та хамам.

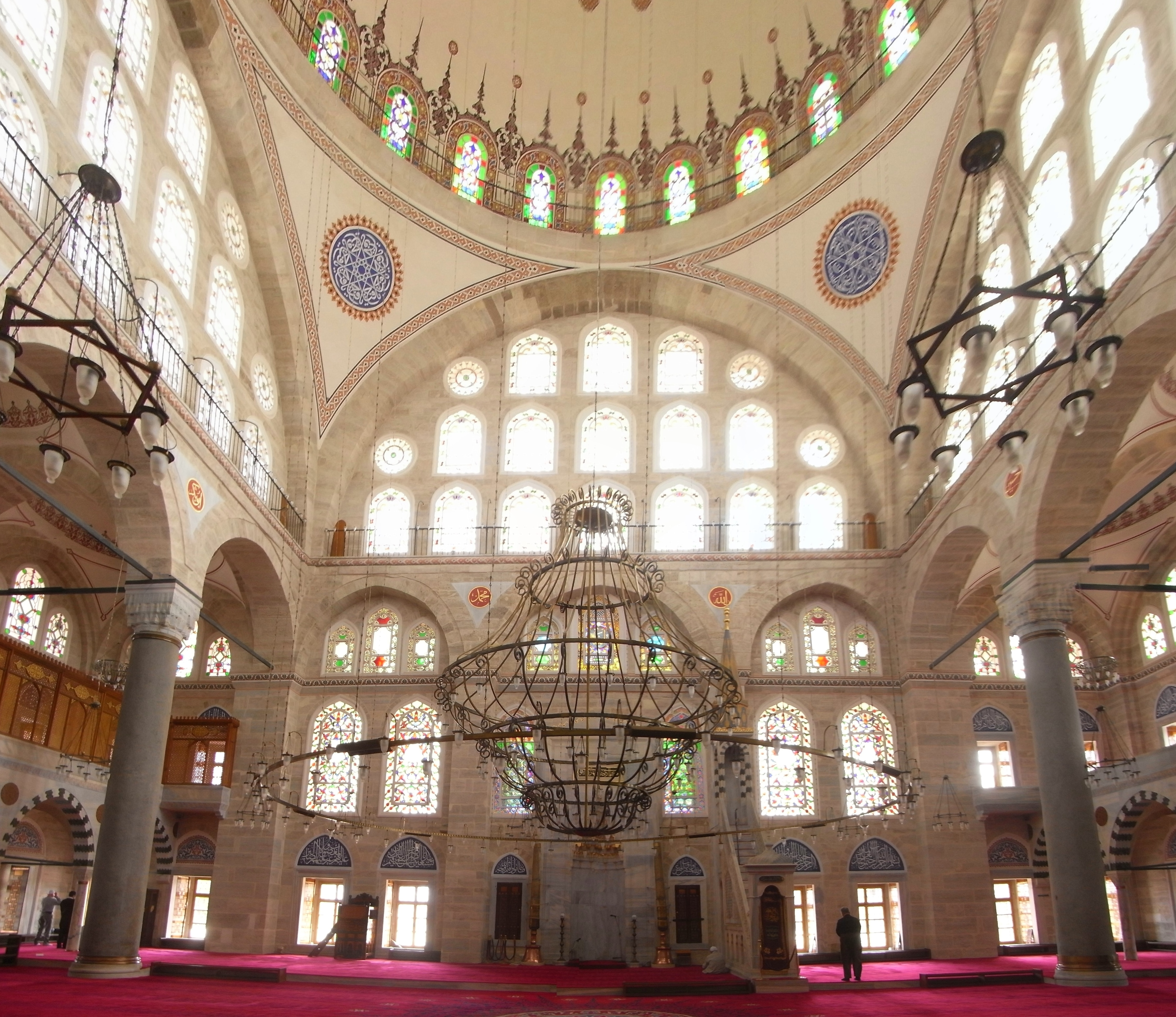
Інтер'єр мечеті